# 布鲁斯·布拉德利
布鲁斯·布拉德利（英語：Bruce Bradley，1947年1月15日—），美国男子水球运动员。他曾代表美国国家队参加1968年和1972年夏季奥林匹克运动会水球比赛，其中1972年奥运会获得一枚铜牌。